# Parafia św. Stanisława Biskupa i Męczennika w Krynicznie
Parafia Świętego Stanisława Biskupa i Męczennika w Krynicznie znajduje się w dekanacie Trzebnica w archidiecezji wrocławskiej. Jej proboszczem jest o. Jozue Grzegorz Szymański OFM. Obsługiwana przez franciszkanów. Erygowana w XIV wieku. Księgi metrykalne prowadzone są od 1820 roku.

## Wspólnoty i Ruchy
Żywy Różaniec, Franciszkański Zakon Świeckich, Młodzież Franciszkańska, Lektorzy, Ministranci, Mężczyźni św. Józefa.

## Zgromadzenia i zakony
- Ojcowie Franciszkanie OFM, Wisznia Mała, Kryniczno[1].